# Verhnea Pokrovka, Starobilsk
Verhnea Pokrovka (în ucraineană Верхня Покровка) este o comună în raionul Starobilsk, regiunea Luhansk, Ucraina, formată numai din satul de reședință.

## Demografie
Componența lingvistică a comunei Verhnea Pokrovka
     Ucraineană (85,96%)
     Rusă (13,62%)
     Alte limbi (0,11%)
Conform recensământului din 2001, majoritatea populației comunei Verhnea Pokrovka era vorbitoare de ucraineană (85,96%), existând în minoritate și vorbitori de rusă (13,62%).